# FUT2
FUT2 (англ. Fucosyltransferase 2) – білок, який кодується однойменним геном, розташованим у людей на короткому плечі 19-ї хромосоми. Довжина поліпептидного ланцюга білка становить 343 амінокислот, а молекулярна маса — 39 017.
| 10         |  | 20         |  | 30         |  | 40         |  | 50         |
| ---------- |  | ---------- |  | ---------- |  | ---------- |  | ---------- |
| MLVVQMPFSF |  | PMAHFILFVF |  | TVSTIFHVQQ |  | RLAKIQAMWE |  | LPVQIPVLAS |
| TSKALGPSQL |  | RGMWTINAIG |  | RLGNQMGEYA |  | TLYALAKMNG |  | RPAFIPAQMH |
| STLAPIFRIT |  | LPVLHSATAS |  | RIPWQNYHLN |  | DWMEEEYRHI |  | PGEYVRFTGY |
| PCSWTFYHHL |  | RQEILQEFTL |  | HDHVREEAQK |  | FLRGLQVNGS |  | RPGTFVGVHV |
| RRGDYVHVMP |  | KVWKGVVADR |  | RYLQQALDWF |  | RARYSSLIFV |  | VTSNGMAWCR |
| ENIDTSHGDV |  | VFAGDGIEGS |  | PAKDFALLTQ |  | CNHTIMTIGT |  | FGIWAAYLTG |
| GDTIYLANYT |  | LPDSPFLKIF |  | KPEAAFLPEW |  | TGIAADLSPL |  | LKH        |

A: Аланін

C: Цистеїн

D: Аспарагінова кислота

E: Глутамінова кислота

F: Фенілаланін

G: Гліцин

H: Гістидин

I: Ізолейцин

K: Лізин

L: Лейцин

M: Метіонін

N: Аспарагін

P: Пролін

Q: Глутамін

R: Аргінін

S: Серин

T: Треонін

V: Валін

W: Триптофан

Кодований геном білок за функціями належить до трансфераз, глікозилтрансфераз. 
Локалізований у мембрані, апараті гольджі.